# Скотто (трубадур)
Ско́тто, также Ско́ц, Ско́т (ит. Scotto, окс. Scotz, Scot; годы активности: середина XIII века) — генуэзский трубадур. Ничего неизвестно о его личности. Учёные предположили, что его полное имя может звучать как Оджерио Скотто (Ogerio Scotto), или Альберто Скотто (Alberto Scotto), или Скотто Скотти (Scotto Scotti). В документе от 25 сентября 1239 года упоминаются четыре брата из семьи Скотти: Гульельмо, Коррадо, Бальбо и Скотто. Последний может быть сопоставлен с трубадуром, что говорит в пользу варианта имени «Скотто Скотти». От Скотто сохранилась лишь одна тенсона Scotz, quals mais vos plazeria, сочинённая совместно с Бонифачо Кальво. Во всех сохранившихся экземплярах этой тенсоны имя трубадура представлено в окситанской форме «Скоц». Тенсона могла быть сочинена или до того, как Кальво покинул Геную (ок. 1250 года), или же по возвращении его обратно в Геную (ок. 1266 года).